# Wasilij Ippolitow
Wasilij Afanasjewicz Ippolitow (ros. Василий Афанасьевич Ипполитов; ur. 12 stycznia 1892 – zm. w 1957) – rosyjski łyżwiarz szybki i kolarz torowy, dwukrotny mistrz świata i Europy w łyżwiarstwie.

## Kariera
Pierwszy sukces w karierze Wasilij Ippolitow osiągnął w lutym 1913 roku, kiedy zwyciężył podczas mistrzostw Europy w Sankt Petersburgu. Wygrał tam biegi na 1500 m i 5000 m, w biegu na 500 m był drugi, a na dystansie 10 000 m zajął trzecie miejsce. Był jedynym zawodnikiem, który stawał na podium we wszystkich biegach na tej imprezie. Miesiąc później zdobył srebro na wielobojowych mistrzostwach świata w Helsinkach, przegrywając tylko z Oscarem Mathisenem z Norwegii. Mathisen i Ippolitow wygrali po dwa biegi, jednak Norweg w dwóch pozostałych zajmował drugie miejsce, natomiast Rosjanin był drugi i dwunasty, co przekreśliło jego szansę na zwycięstwo. Na mistrzostwach Europy w Berlinie w 1914 roku był drugi za Mathisenem, który wygrał trzy z czterech biegów. Ippolitow był najlepszy na 10 000 m, drugi na dwukrotnie krótszym dystansie oraz trzeci w biegach na 500 i 1500 m. Ostatni sukces osiągnął podczas mistrzostw świata w Oslo, ponownie zajmując drugie miejsce za Mathisenem. Norweg zwyciężał na trzech krótszych dystansach, a na 10 000 m był trzeci, natomiast Ippolitow pierwszy na 10 000 m, drugi na 1500 i 5000 m oraz czwarty na 500 m.
W 1911 zdobył mistrzostwo Rosji, w 1923 roku został mistrzem ZSRR w wieloboju, a w 1922 roku zajął trzecie miejsce.
Ippolitow uprawiał również kolarstwo torowe, zdobywając między innymi mistrzostwo Związku Radzieckiego w sprincie w 1923 roku.
Pochowany na Cmentarzu Nowodziewiczym w Moskwie.